# DeAndre
 (octobre 2022).
Si vous disposez d'ouvrages ou d'articles de référence ou si vous connaissez des sites web de qualité traitant du thème abordé ici, merci de compléter l'article en donnant les références utiles à sa vérifiabilité et en les liant à la section « Notes et références ».
 (octobre 2022).
DeAndre, Deandre ou De'Andre est un prénom masculin, porté surtout aux États-Unis depuis la seconde moitié du XXe siècle et l'émergence des prénoms afro-américains (en).

## Personnalités
Pour les articles sur les personnes portant ce prénom, consulter les listes générées automatiquement pour DeAndre